# Luzolo Bambi
Pour les articles homonymes, voir Bambi.
Emmanuel-Janvier Luzolo Bambi Lessa, né le 31 janvier 1958 à Lisala, est un homme politique de la république démocratique du Congo. Il a été ministre de la Justice dans le gouvernement Muzito entre 2008 et 2012.

## Biographie
Luzolo Bambi est né le 31 janvier 1958 à Lisala de parents originaires de la province du Bas-Congo. Son père, Joseph Bambi, est militaire de la Force publique du Congo belge, et ensuite de l'Armée nationale congolaise.
Il fait sa scolarité à Lisala, puis à Kinshasa et à Matadi, chez les Frères de Saint Jean-Baptiste de la Salle, et dans l’Athénée central. Il poursuit des études en droit et de sciences politiques après ses humanités littéraires à Matadi. Il obtient une licence en droit à l’université de Kinshasa(UNIKIN) en 1985, où il travaille comme assistant d’enseignement pour ensuite reprendre le même poste à la faculté de droit de l’université de Lubumbashi. Il étudie par la suite à l’Institut des sciences pénales et de criminologie d’Aix-en-Provence et à l'université Aix-Marseille III où il obtient un DEA en droit pénal et sciences criminelles en 1990 et un doctorat d’État en droit en 1996, ainsi que le prix Balaja. Il obtient aussi un brevet de l’École nationale d’administration de Paris.
Luzolo Bambi occupera le poste de ministre de la Justice dans le gouvernement Muzito de 2008 à 2012. Il sera ensuite nommé juge à la Cour constitutionnelle en juillet 2014 avec certaines personnalités du pays, notamment le professeur Félix Vunduawe te Pemako, Évariste-Prince Funga Molima Mwata, Benoit Lwamba Bindu qui en deviendra le président, pour ensuite être nommé le 31 mars 2015 « conseiller spécial en matière de bonne gouvernance et de lutte contre la corruption, le blanchiment des capitaux et le financement du terrorisme », par le président Joseph Kabila.